# Vitale Faliero

A República de Veneza e estados vizinhos do Mar Adriático à data de 1084, quando Vitale Faliero se tornou doge.

Vitale Faliero Dodoni (também Falier de' Doni, falecido em 1095) foi o 32.º Doge de Veneza, entre 1084 e a data da sua morte.
Membro de família nobre veneziana, provavelmente originária de Fano, e membro do minor consiglio (o conselho dos assessores dos doges), foi eleito Doge na revolta que depôs Domenico Selvo em dezembro de 1084, provavelmente instigada pelo próprio Faliero e outros. Foi o primeiro Doge cuja imagem é conhecida, sendo alegadamente retratado junto do altar-mor da Basílica de São Marcos.
Quando subiu ao pode, Veneza apoiava o Império Bizantino na guerra contra os italo-normandos de Roberto Guiscardo (veja-se Cerco de Durazzo). Na primavera de 1095, a frota veneziana conseguiu em Butrinthos (na atual Albânia) uma enorme vitória naval que vingou a derrota em Corfu que o doge anterior sofrera. A restauração do prestígio de Veneza é testemunhado pela visita do Imperador Henrique IV, de quem foi aliado na Questão das Investiduras contra o Papa, para a consagração da Basílica de São Marcos.
Durante o final do seu mandato a cidade foi atingida por um sismo, uma tempestade na lagoa e uma severa fome.
Faliero morreu em dezembro de 1095.